# Ревяко Василь Опанасович
Ревяко Василь Опанасович (15 липня 1948, сел. Рабець Хойницького району Гомельської області — 1 липня 2024) — Герой Білорусі, Заслужений працівник сільського господарства Республіки Білорусь; кандидат сільськогосподарських наук.

## Біографія
Закінчив Речицький державний аграрний коледж, потім — Гродненський сільськогосподарський інститут (спеціальність — вчений-зоотехнік); Академію суспільних наук при ЦК КПРС (спеціальність — політолог, викладач соціально-політичних дисциплін).
Трудову діяльність почав зоотехніком-селекціонером колгоспу «Заозерье» Жовтневого району Гомельської області. Служив в рядах збройних сил СРСР. Працював завідувачем цехом тваринництва, заступником Голови колгоспу «Прогрес» Гродненського району, інструктором організаційного відділу Гродненського Обкому КПБ, першим секретарем Мостовського райкому КПБ.
З 1995 — Голова сільськогосподарського виробничого кооперативу «Прогрес-Вертелішки» Гродненського району.
Депутат Гродненського обласного Ради депутатів двадцять шостого скликання, член Постійної комісії з аграрних питань і охорони довкілля. Депутат Ради Республіки Національних зборів Республіки Білорусь, член Постійної комісії з міжнародних справ і національної безпеки.